# Skagafjarðarsýsla
Skagafjarðarsýsla – jeden z 23 powiatów (sýsla) Islandii. Znajduje się w regionie Norðurland vestra.